# Lənkəran (Rayon)
Lənkəran, auch Lenkoran, ist ein Rayon im Süden Aserbaidschans. Der Bezirk umschließt die Stadt Lənkəran, diese ist jedoch nicht Teil des Rayons.

## Geografie
Der Rayon hat eine Fläche von 1539 km². Im Osten grenzt der Bezirk an das Kaspische Meer, im Westen beginnt das Talyschgebirge. Große Teile des Rayons gehören zur Lenkoraner Niederung.

## Geschichte
Der Rayon Lənkəran bildete nach dem Zerfall der Sowjetunion mit umliegenden Bezirken von Juni bis August 1993 eine autonome Republik, die Republik Talysch-Mugan. Danach wurde er wieder dem aserbaidschanischen Staat eingegliedert.

## Bevölkerung
Der Rayon hat 231.100 Einwohner (Stand: 2021). 2009 betrug die Einwohnerzahl 205.300. Diese verteilen sich auf die Hauptstadt und 82 weitere Orte. Die große Mehrheit der Einwohner sind Aserbaidschaner, sie stellen 86,04 % der Bevölkerung. Minderheiten im Rayon sind die Talyschen mit 13,55 %, Russen mit 0,29 % und andere Völker mit 0,12 %.

## Wirtschaft
In der Region wird Gemüse angebaut und verarbeitet. Außerdem gibt es Fabriken zur Fisch- und Teeverarbeitung. Neben Gemüse werden Zitrusfrüchte und Wein angebaut sowie Vieh- und Seidenraupenzucht betrieben.

## Touristische Ziele
Im Rayon befindet sich das Mausoleum des Sheih Zahid und die Reste der Festung von Bellabus. Bei Andjin befinden sich Heilquellen. Im Rayon liegen außerdem die beiden Nationalparks von Kizilagach und Gircan.

## Verkehr
Durch den Bezirk verläuft die Eisenbahnlinie von Baku nach Astara.

## Persönlichkeiten

### Söhne und Töchter der Stadt
- Allahşükür Paşazadə (* 1949), Scheichülislam und der Großmufti des Kaukasus